# Vinesh Phogat
Vinesh Phogat (née le 25 août 1994 à Bhiwani) est une lutteuse indienne.

## Carrière
Dans la catégorie des moins de 48 kg, elle est médaillée d'or au tournoi de lutte aux Jeux du Commonwealth de 2014 et médaillée de bronze aux Jeux asiatiques de 2014.
Elle remporte aux Championnats d'Asie de lutte la médaille d'argent en 2015 en moins de 48 kg et en 2017 en moins de 55 kg ; elle est médaillée de bronze en moins de 51 kg en 2013 et en moins de 53 kg en 2016.
Elle se qualifie pour ses premiers Jeux olympiques dans la catégorie des moins de 48 kg, par le biais du tournoi de qualification olympique féminine de lutte organisé à Istanbul. Elle atteint les quarts de finale, où elle est contrainte d'abandonner en raison d'une blessure au ligament croisé antérieur.
Après avoir été la première lutteuse indienne à remporter un titre lors des Jeux du Commonwealth, lors de l'édition 2014 à Glasgow, elle conserve son titre en s'imposant lors de l'édition de 2018 à Gold Coast. Elle est la première indienne à remporter un titre lors des Jeux asiatiques de 2018, dans la catégorie des moins de 50 kg.
Après avoir pris part à 17 championnats (remportant 16 médailles) depuis les Jeux olympiques d'été de 2016, elle participe aux Jeux olympiques d'été de 2020, dans la catégorie des moins de 53 kg. Elle atteint de nouveau les quarts de finale, mais s'incline face à la biélorusse Vanesa Kaladzinskaya.
Elle révèle en 2023, avec six autres lutteuses, avoir été victime d'abus sexuels de la part du président de la Fédération indienne de lutte, Bhushan Sharan Singh, et milite pour l'ouverture d'une enquête. Ce dernier, également député de l'Uttar Pradesh pour le BJP, bénéficie de larges soutiens politiques. Le 28 mai 2023, alors qu'elles tentaient d'approcher le Parlement pour dénoncer l’impunité, les lutteuses sont violemment interpellées par la police, inculpées pour « émeute », « agression », « rassemblement illégal » et « désobéissance », et incarcérées.
Lors des Jeux olympiques d'été de 2024, elle parvient à battre dès le premier tour Yui Susaki, triple championne du monde et championne en titre dans la catégorie des moins de 50 kg.  Pour la première fois de sa carrière olympique, elle se hisse en finale et devient la première indienne à atteindre une finale olympique en lutte. Cependant, elle est disqualifiée pour avoir dépassé le poids limite de 50 kg, en atteignant 100 g de plus. Par conséquent, elle est classée dernière de son classement. Peu après, elle annonce mettre fin à sa carrière de lutteuse. 